# Oreometra vittata
Oreometra vittata là một loài bướm đêm trong họ Geometridae.